# Adamsyt
Adamsyt (chlorek fenarsazyny) – arsenoorganiczny związek chemiczny stosowany jako gaz łzawiący, drażniący bojowy środek trujący z podgrupy sternitów. Nazwa pochodzi od nazwiska amerykańskiego chemika Rogera Adamsa, który go po raz pierwszy otrzymał.
W stanie czystym adamsyt jest substancją krystaliczną, koloru żółtego. Produkt techniczny ma barwę zieloną. Adamsyt nie rozpuszcza się w wodzie, słabo w rozpuszczalnikach organicznych (podgrzewanie zwiększa rozpuszczalność).
Jest mało reaktywny chemicznie. Nie hydrolizuje w wodzie. Rozkłada się pod wpływem silnych utleniaczy, jak stężony kwas azotowy.
Adamsyt może być używany tylko w postaci aerozolu, silnie drażniącego błony śluzowe oczu i górnych dróg oddechowych. Objawami toksycznego działania jest natychmiastowy silny łzotok, a po kilku minutach ból w piersiach i utrudnione oddychanie. Objawy ustępują po kilku godzinach bez trwałych następstw.
Po raz pierwszy został najprawdopodobniej użyty przez Brytyjczyków w 1919 roku w czasie wojny domowej w Rosji przeciwko bolszewikom. Pewne niekompletne dane wskazują, że adamsyt mógł być używany jeszcze przed końcem I wojny światowej przez Włochy. W roku 1932 został zastosowany przez wojsko amerykańskie podczas pacyfikacji marszu weteranów, tzw. Bonus Army, powodując śmierć ciężarnej kobiety.